# 秩父市立図書館
秩父市立図書館（ちちぶしりつとしょかん）は、埼玉県秩父市が設立・運営する公共図書館の総称である。現在、秩父図書館、荒川図書館、吉田分館、大滝分館の2図書館・2分館が設置されている。

## 歴史
2005年（平成17年）3月までは、現在の秩父市立秩父図書館が旧秩父市立図書館であった。同年4月に行われた秩父市・秩父郡吉田町・荒川村・大滝村の市町村合併に伴い、旧市町村の各館との混同を避けるため、旧秩父市立図書館は秩父市立秩父図書館に改称された。このため、2005年（平成17年）4月1日以降は秩父市立図書館という名称の個別の図書館は存在しない。また、旧町村立図書館も合併と同時に現在名に改称された。
秩父市に在住・在勤・在学する者のほか、秩父郡（小鹿野町・横瀬町・皆野町・長瀞町・東秩父村）の在住者も広域利用により利用することができる。
秩父市立図書館では移動図書館「しばざくら号」も運営している。

## 秩父図書館
旧秩父市により秩父市立図書館として設置された図書館である。
所在地
- 埼玉県秩父市上町3丁目6―27

アクセス
- 西武秩父駅より徒歩にて約15分。（約400m）
- 御花畑駅より徒歩にて約15分。（約500m）[3]

休館日
- 毎週月曜日（祝日の場合は翌日が休館日） - この他、例外あり。（「休館日」　秩父市立図書館）

開館時間
- 10時00分～18時00分

## 荒川図書館
旧荒川村により荒川村立図書館として設置された図書館である。
所在地
- 埼玉県秩父市荒川日野66番地2

アクセス
- 武州日野駅より徒歩にて約5分。（約350m）[4]

休館日
- 毎週月曜日 - この他、例外あり。（「荒川図書館」　秩父市立図書館）

開館時間
- 9時00分～17時00分

## 吉田分館
旧吉田町により設置されたもので、「生涯学習センター」内の2階に併設されている。
所在地
- 埼玉県秩父市下吉田6569-1

アクセス
- 西武秩父駅より「吉田元気村行き」のバスに乗車、「吉田総合支所」バス停にて下車すぐ。[5]

休館日
- 毎週月曜日
- 祝日 - この他、例外あり。（「吉田分館」　秩父市立図書館）

開館時間
- 9時00分～17時00分

## 大滝分館

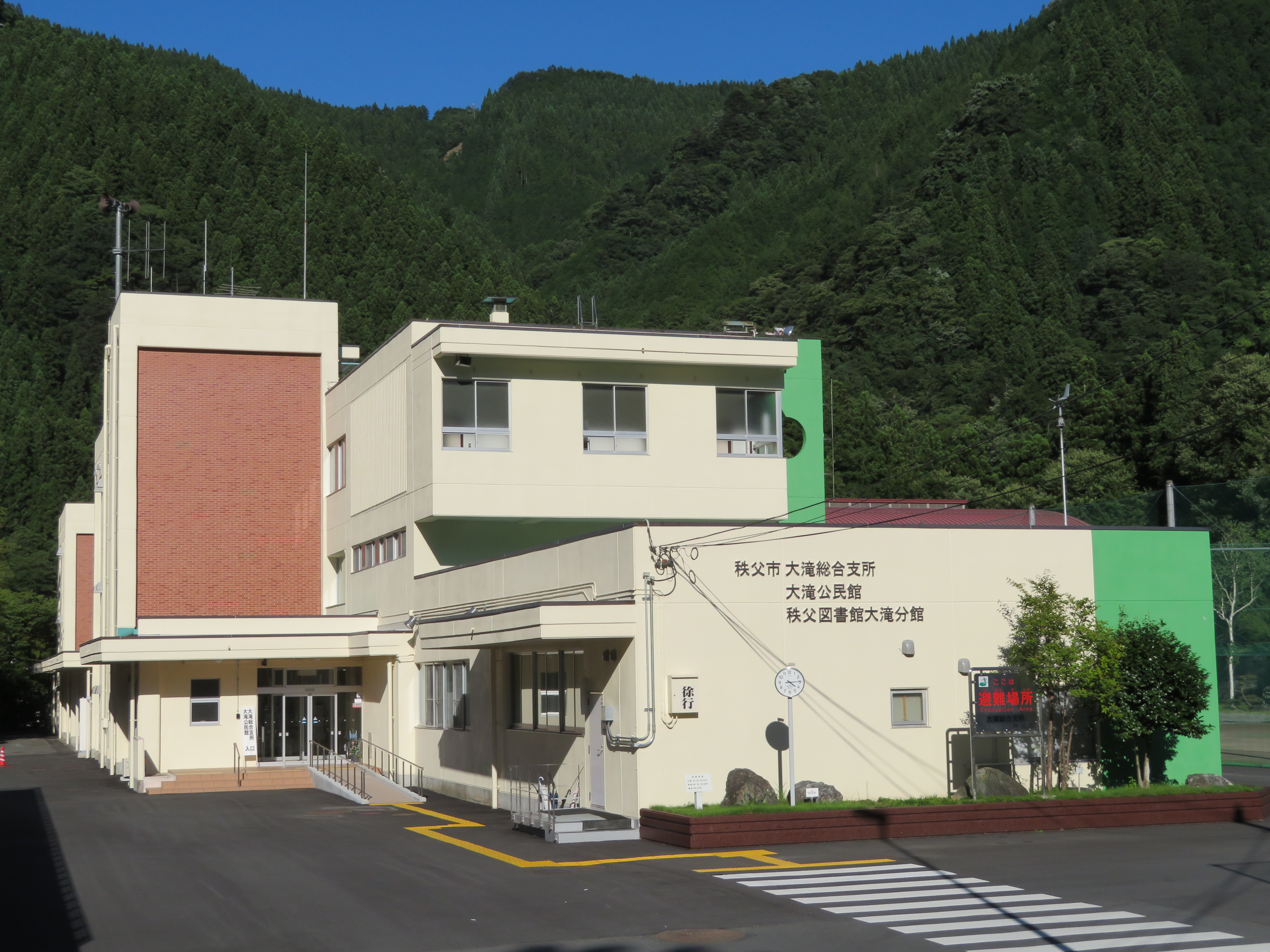
大滝分館

旧大滝村により設置されたもので、「旧大滝公民館」（大滝945番地）内に併設されていた。
2018年3月12日に「大滝総合支所」及び「大滝公民館」とともに旧大滝中学校校舎（施設改修を行った後）に移転した。
所在地
- 秩父市大滝4058番地（大滝総合支所内）

アクセス
- 三峰口駅よりバスに乗車、「大滝郵便局前（乗車約25分）」バス停にて下車、徒歩にて約1分。[6]

休館日
- 毎週土曜日・日曜日
- 祝日 - この他、例外あり。（「大滝分館」　秩父市立図書館）

開館時間
- 9時00分～17時00分